# Només sé que no sé res
«Només sé que no sé res» (en grec clàssic ἓν οἶδα ὅτι οὐδὲν οἶδα, hèn oîda hóti oudèn oîda ; en llatí  scio me nihil scire  o  scio me nescire ) és una frase molt coneguda que deriva del fet relatat pel filòsof  grec Plató a Sòcrates. Així mateix està relacionat amb una resposta oracular de la pitonissa de Delfos, que a la pregunta realitzada per Querefont sobre si hi havia algú més savi que Sòcrates, va respondre que ningú era més savi.

## En Plató
Aquesta frase és una cita manllevada de l'Apologia de Sòcrates, de Plató. En aquesta obra, Sòcrates explica com es va enfrontar en debat amb els homes que en el seu temps eren coneguts com a savis, per tal de trobar aquell que ho fos més que ell, atès que no creia la resposta que la pitonisa li havia donat a Querofont. Després de parlar amb tots ells, Sòcrates s'adonà que era més savi que ells, no pas perquè congués més veritats que els altres, sinó perquè, a diferència d'aquells, ell no fingia saber allò que no sabia. Això queda resumit en aquest passatge:
| « | […] ἀλλ' οὗτος μὲν οἴεταί τι εἰδέναι οὐκ εἰδώς, ἐγὼ δέ, ὥσπερ οὖν οὐκ οἶδα, οὐδὲ οἴομαι · | Aquest home, d'una banda, creu que sap alguna cosa, mentre que no sap [res ]. D'altra banda, jo, que igualment no sé [res], tampoc crec [saber alguna cosa]. | » |

La imprecisió de parafrasejar aquest fragment com «només sé que no sé res» radica que l'autor no està dient que no sap res, sinó que expressa que no es pot saber res amb absoluta certesa, fins i tot en els casos en què un creu estar-ne segur.
Sòcrates torna a tractar aquest tema en el diàleg platònic Menó, quan diu:
| « | καὶ νῦν περὶ ἀρετῆς ὃ ἔστιν ἐγὼ μὲν οὐκ οἶδα, σὺ μέντοι ἴσως πρότερον μὲν ᾔδησθα πρὶν ἐμοῦ ἅψασθαι, νῦν μέντοι ὅμοιος εἶ οὐκ εἰδότι. | » |

Aquí, Sòcrates pretén canviar el punt de vista de Menó, que creia fermament en la seva pròpia opinió, però la seva pretensió de saber fou desaprovada per Sòcrates.